# Berlin Dutchmen
Berlin Dutchmen var ett kanadensiskt professionellt ishockeylag från Berlin, Waterloo County, Ontario, som spelade i Ontario Professional Hockey League åren 1908–1911.

## Historia
Berlin Dutchmen spelade i Ontario Professional Hockey League under ligans fyra verksamma säsonger åren 1908–1911. Säsongen 1909–10 vann laget OPHL och fick den 12 mars 1910 möjligheten att spela om Stanley Cup i en match mot Montreal Wanderers, mästarlaget från den nybildade ligan NHA. Montreal Wanderers besegrade dock Berlin Dutchmen med siffrorna 7-3.

### 1909–10
Laget som vann OPHL säsongen 1909–10 och utmanade Montreal Wanderers om Stanley Cup i mars 1910: Hughie Lehman, Harvey Corbeau, Albert Seibert, "Toad" Edmunds, Roy Anderson, Oren Frood, Ezra Dumart.

### Etymologi
Namnet "Dutchmen" var avsett att anspela på staden Berlins tyska historia men är lingvistiskt sett felaktigt då det snarare anspelar på holländare. Det tyska ordet för en tysk är deutsch medan det engelska ordet för en tysk är german. Många av de tidigaste bosättarna i Waterloo County, Ontario, var dock Pennsylvania Dutch, ett tyskspråkigt folk som immigrerat till Ontario från södra Tyskland, nordöstra Frankrike och Schweiz via Pennsylvania, Maryland, Virginia och North Carolina under det sena 1600-talet och tidiga 1700-talet. Staden Berlin i Ontario bytte 1916 namn till Kitchener.